# Берлінська лазур
Берлі́нська лазур (залізна блакить, турнбулева синь, прусський синій, паризька блакить, прусська блакить, гамбурзька синь, нойблау, мілорі) — синій пігмент з ідеалізованою формулою Fe7(CN)18. Інші назви: прусський синій, в художньому мистецтві — паризький синій. Турнбýлева синь — ця сама речовина, але добута з інших реагентів; завдяки дещо іншому складу має трохи інший колір. «Розчинна форма» берлінської лазурі має склад KFe[Fe(CN)6]. Берлінська лазур — один із перших синтетичних пігментів, тому в неї багато різних (комерційних) назв.

## Історія та походження назви
Точна дата винайдення берлінської лазурі невідома. Згідно з найбільш поширеною версією, вона була добута на початку XVIII століття (деякі джерела називають дату — 1704) в Берліні фарбувальником Дізбахом (Diesbach). Інтенсивний яскраво-синій колір сполуки і місце отримання дали початок назві. З сучасної точки зору, отримання берлінської лазурі полягало в осадженні гексаціаноферату (II) шляхом додавання до жовтої кров'яної солі солей заліза (II) (наприклад, «залізного купоросу») і подальшого окиснення до гексаціаноферату(II) заліза (IIІ) киснем повітря або перекисом водню. Можна також обійтися без окиснення, якщо відразу додавати до жовтої кров'яної солі солі заліза (III).
Інші назви цієї сполуки («залізна блакить», «прусський синій», «паризька блакить», «прусська блакить», «гамбурзька синь») також зумовлені красивим синім кольором сполуки.
Назва «турнбулева синь» походить від назви шотландської фірми «Артур і Турнбуль», яка наприкінці XVIII століття виробляла фарби. У їх синтезі до червоної кров'яної солі додавали сіль заліза (II) (залізний купорос). При цьому утворювалась сполука, дуже схожа на берлінську лазур, такого ж красивого синього кольору. Остаточно той факт, що «берлінська лазур» і «турнбулева синь» — це одна й та сама речовина, був встановлений тільки в XX столітті, коли в 1928 було виміряно магнітні моменти цих сполук, а в 1936 отримано їх рентгенограми.
«Паризькою блакиттю» певний час називали очищену «берлінська лазур».

## Добування
Метод приготування тримався в секреті до моменту публікації способу виробництва англійцем Вудвордом в 1724 р. Історично пігмент добували окисненням фероціанідів(II) заліза (II) — безбарвних твердих речовин із формулою M2Fe[Fe(CN)6], де M+ = Na+ або K+.
FeSO4 + K4[Fe(CN)6] → K2Fe[Fe(CN)6]↓ + K2SO4
Одержаний білий осад гексаціаноферату(II) калію-заліза (II) (сіль Еверітта) швидко окиснюється киснем повітря до гексаціаноферату(II) калію-заліза (III), тобто «розчинної» берлінської лазурі.
Берлінську лазур також можна добути додаванням до розчинів гексаціаноферату (II) калію («жовтої кров'яної солі») солей тривалентного заліза. При цьому, залежно від умов проведення, реакція може йти за рівняннями:
FeCl3 + K4[Fe(CN)6] → KFe[Fe(CN)6] + 3KCl
4FeCl3 + 3K4[Fe(CN)6] → Fe4[Fe(CN)6]3 + 12KCl
Продукт реакції також може містити кристалізаційну воду. Калієвмісну сполуку називають розчинною формою берлінської лазурі, хоча насправді вона так само нерозчинна, утворює колоїд. Осад гексаціаноферату (II) заліза (III) (розчинність 2·10−6 моль/л) носить назву «нерозчинна берлінська лазур».

## Кристалічна структура
Кристалічна ґратка кубічна. У вершинах кубів розміщені іони Fe3+ та Fe2+, що чергуються, тобто найближчі 6 сусідів катіона Fe3+ є катіонами Fe2+ і навпаки. Ціанід-іони розміщені уздовж ребер кубів атомом вуглецю до Fe2+ і азоту до Fe3+. Всередині кубу може знаходитися молекула води для нерозчинної форми (ступінь гідратації Fe7(CN)18·xH2O становить x = 14–16) або катіони калію для розчинної форми.

## Властивості
Термічне розкладання берлінської лазурі відбувається за схемами:
- при 200 °C:

3Fe4[Fe(CN)6]3 → 6(CN)2 + 7Fe2[Fe(CN)6]
- при 560 °C:

Fe2[Fe(CN)6] → 3N2 + Fe3C + 5C
Цікавою властивістю нерозчинної форми берлінської лазурі є те, що вона, бувши напівпровідником, при дуже сильному охолодженні (нижче 5,5 К) стає феромагнетиком — унікальна властивість серед координаційних сполук металів.

## Застосування

### Як пігмент
Застосовується як синій пігмент з торговою назвою «мілорі». Колір пігменту змінюється від темно-синього до ясно-синього в міру збільшення вмісту калію. Інтенсивний яскраво-синій колір берлінської лазурі обумовлений, ймовірно, одночасною наявністю заліза з різними ступенями окиснення, оскільки наявність у сполуках атомів одного елементу з різними ступенями окиснення часто веде до появи або посилення кольоровості.
Темна лазур жорстка, важко змочується і диспергується, спливаючи, дає дзеркальне відбивання жовто-червоних променів («бронзовіє»).
Покривна здатність темної лазурі 20 г/м², світлої 10 г/м². Олійна ємність 40–60 г/100г. Нерозчинна у воді, неотруйна, добре фарбує, не втрачає своїх властивостей під впливом світла та повітря. Стійка при нагріванні до 180 °C, а також до дії кислот, але легко розкладається навіть найслабшими лугами.
Завдяки добрій покривній здатності та красивому синьому кольору, сполука знаходить широке застосування як пігмент для виготовлення фарб і емалей. Також її застосовують у виробництві друкарських фарб, синього копіювального паперу, підфарбовування безбарвних полімерів типу поліетилену.
Застосування лазурі обмежене її нестійкістю до лугів, під дією яких розкладається з виділенням гідроксиду заліза Fe(OH)3. Вона не може використовуватися в композиційних матеріалах, що мають у своєму складі лужні компоненти, і для фарбування по вапняному тиньку. В таких матеріалах як синій пігмент зазвичай використовують органічний пігмент блакитний фталоціаніновий.

### В хімії
Реакції прямого добування пігменту використовуються в аналітичній хімії для якісного визначення катіонів Fe2+ та Fe3+. Також використовується як комплексоутворюючий агент, наприклад, для отримання прусидів.

### В медицині
Використовується як антидот при отруєнні солями талію і цезію. Код АТХ V03AB31.

### Інші сфери застосування
Доки мокре копіювання документів і креслень не було витіснене сухим, берлінська лазур була основним утворювальним пігментом в процесі світлокопіювання (так звані «синьки», процес ціанотипія).
У суміші з олійними матеріалами використовується для контролю щільності прилягання поверхонь і якості їх обробки. Для цього поверхні натирають зазначеною сумішшю, потім з'єднують. Залишки нестертої синьої суміші вказують глибші місця.

## Токсичність
Не є токсичною речовиною. Хоча в її складі і є ціанідний аніон CN–, він міцно пов'язаний в стійкому комплексному гексаціаноферат(II)-аніоні (константа нестійкості цього аніона становить лише 4·10−36).